# Conga (canción)
«Conga» es el primer sencillo de la banda Miami Sound Machine de la cantante Gloria Estefan para su noveno álbum de estudio Primitive Love. El sencillo fue publicado en 1985.

## Información general
El sencillo fue lanzado mundialmente en 1985 y se convirtió en un éxito en todo el mundo, proporcionando a la banda popularidad en todo el mundo, alcanzando el # 10 en los EE. UU. Billboard Hot 100 permaneciendo durante 46 semanas en esta posición. Ganó el Gran Premio en la 15 ª anual de "Festival de Música Tokio" en Japón. Alcanzó el # 1 en las listas "Pop", "Dance", "Pop Latino", "Soul", "Latino" y "Airplay", incluso antes de lanzar el sencillo.   
El sencillo fue certificado Oro por la RIAA en los EE. UU. por las ventas de 500 000 ejemplares.
"Conga" fue regrabada y mezclada con "Dr. Beat" en una nueva remezcla en 2001, que fue lanzado por Gloria Estefan como promoción del tercer álbum de Grandes Éxitos (Greatest Hits Vol. II). Esta nueva canción fue lanzado como una promoción única en España, y se titula "Y-Tu-Conga".

## Formatos
7" sencillo  Estados Unidos
1. «Conga» (Álbum Versión)
2. «Mucho Money» (Álbum Versión)

12" sencillo  Estados Unidos
1. «Conga» (Dance Mix)
2. «Conga» (Instrumental Versión)

12" sencillo Europa
1. «Conga» (Dance Mix)
2. «Conga» (Instrumental Versión)
3. «Mucho Money» (Álbum Versión)

7" sencillo  Holanda
1. «Conga» (European Remix/The Stronga-Conga Remix)
2. «Mucho Money» (Álbum Versión)

## Posición en las listas
| Listas (1985)                          | Mejor posición |
| -------------------------------------- | -------------- |
| Dutch Top Singles Chart                | 2              |
| Sweden Singles Chart                   | 18             |
| Switzerland Singles Chart              | 16             |
| UK Top Singles Chart                   | 79             |
| Spain Top Singles Chart                | 1              |
| U.S. Billboard Hot 100                 | 10             |
| U.S. Billboard Hot R&B/Hip-Hop Songs   | 60             |
| U.S. Billboard Hot Dance Club Play     | 7              |
| U.S. Billboard Hot Dance Singles Sales | 1              |
| U.S. ARC Weekly Top 40                 | 8              |

## Versiones oficiales
1. Álbum Versión (4:14)
2. Dance Mix (6:06)
3. Instrumental Versión (4:14)
4. European Remix/The Stronga-Conga Remix (4:24)